# Tatort: Auf der Sonnenseite
Auf der Sonnenseite ist der 709. Film aus der Fernsehreihe Tatort. Er gilt in zweierlei Hinsicht als eine Besonderheit. Zum einen stellt die Hauptfigur, Kriminalhauptkommissar Cenk Batu, erstmals einen verdeckten Ermittler als Tatort-Kommissar vor, was das bisherige Whodunit-Konzept der Reihe erstmals für eine gesamte Staffel aufbricht. Zum anderen stellt Mehmet Kurtuluş den ersten türkischstämmigen Hauptermittler der Reihe dar.

## Handlung
Cenk Batu ermittelt schon länger verdeckt gegen das scheinbar seriöse Finanzhaus Petermann. Eine Möglichkeit, in den inneren Kreis der Machenschaften Petermanns vorzudringen, vergibt Batu bei einer Vertrauensprobe, bei der er einen Menschen töten soll und es nicht tut. Daher wird Batu von dem Fall abgezogen und mit einem neuen betraut, der im türkischen Kleinkriminellenmillieu spielt. Diese Mission wächst jedoch zu einem Fall von mafiaähnlich organisiertem Großbetrug heran, bei dem es um illegale Einfuhr gefälschter Markenartikel und Hehlerei geht. Da in dem Wirrwarr der Geschäftsbeziehungen sogar das bereits im Vorfeld ins Visier geratene Unternehmen Petermann involviert ist, kommt Batu in diesem Fall sogar noch zu einem späten Ermittlungserfolg.
Neben seinen verdeckten Ermittlung gelingt es Batu, Deniz, dem Neffen von Tuncay Nezrem, das Leben zu retten. Vertrauensvoll erzählt der Junge über sein Ziel, mit seiner Freundin Jenny auf der Sonnenseite ein neues Leben zu beginnen, das unabhängig von seinem besitzergreifenden Onkel abläuft. Doch es bleibt ein Traum, denn einen erneuten Mordanschlag überlebt Deniz nicht. Batu gelingt es, diesen Mordfall zu lösen, denn es stellt sich heraus, dass Deniz' Freundin ausgerechnet Petermanns Tochter war. Dieser wollte aber die Beziehung nicht zulassen und hat deshalb den Mord an dem Türken in Auftrag gegeben.
Als ein Frachter aus China im Hafen einläuft, von dem Batu weiß, dass dort eine große Lieferung Leiterplatten für Computer eintrifft, können sowohl Nezrem als auch Petermann auf frischer Tat gestellt und festgenommen werden.

## Hintergrund
Die Dreharbeiten fanden im Mai 2008 in Hamburg statt. Auf der Sonnenseite wurde am 28. September 2008 beim Filmfest Hamburg uraufgeführt. Die Fernseh-Erstausstrahlung war am 26. Oktober 2008.

## Rezeption

### Einschaltquoten
Die Erstausstrahlung dieser 709. Tatortepisode am 26. Oktober 2008 wurde in Deutschland insgesamt von 7,07 Millionen Zuschauern gesehen und erreichte damit einen Marktanteil von 20,30 % für Das Erste.

### Kritiken
Der Film wurde von der Kritik schon vor der Ausstrahlung gefeiert und von der Welt als „Frontalangriff auf eingeschliffene Sehgewohnheiten“ bezeichnet. Für den Focus besaß Batu „das Zeug, Kult zu werden“. Der Stern konstatierte gar eine „Revolution“. Die Ästhetik des Films erinnere an Fatih-Akın-Filme – dem NDR sei ein radikaler Neuanfang gelungen. Der Spiegel sieht in diesem Film einen „Quantensprung“ und Buß schreibt dazu:

„Der Döner-Fluch ist abgeschüttelt – mit Mehmet Kurtulus schickt der NDR den ersten türkischen "Tatort"-Kommissar an den Start. Der unterwandert souverän alle Multikulti-Klischees und führt durch ein im TV nie gesehenes Hamburg. Ein Quantensprung für den ARD-Quotenbringer.“

Auch weitere Kritiken sahen einen „rundum erneuerten“ Tatort und verglichen die erste Batu-Folge in ihrer Neuartigkeit für die jahrzehntealte Reihe mit dem ersten Auftritt eines Horst Schimanskis beim Tatort.

## Auszeichnungen
Auf der Sonnenseite war für die Goldene Kamera 2009 in der Kategorie Bester Fernsehfilm nominiert. Am 3. April 2009 wurde dieser Tatort mit dem Adolf-Grimme-Preis in der Kategorie Publikumspreis der Marler Gruppe ausgezeichnet. Martin Langers Kameraarbeit wurde mit dem Deutschen Fernsehpreis gewürdigt. Christoph Silber und Thorsten Wettcke waren für den Deutschen Civis Fernsehpreis 2009, Kategorie Unterhaltung nominiert.